# David Keith
David Lemuel Keith (født 8. maj 1954 i Knoxville, Tennessee i USA) er en Golden Globe-nomineret amerikansk skuespiller og filminstruktør.
Keith studerede ved University of Tennessee og fik sin Bachelor i Arts i Tale og Theater. Keith blev kendt for sine roller i begyndelsen af 1980'erne, i Brubaker med Robert Redford og i Officer og gentleman med Richard Gere og Debra Winger. 
Keith har haft en lang karriere indenfor film og fjernsyn. 

## Filmografi
- Men of Honor (2000)
- Behind Enemy Lines (2001)
- Daredevil (2003)

 Dette afsnit eller denne liste er kun påbegyndt. Hvis du ved mere om emnet, kan du hjælpe Wikipedia ved at tilføje mere.